# Fiat 500X
El Fiat 500X es un automóvil todocamino del segmento B producido por el fabricante italiano Fiat previsto inicialmente a partir de 2014. Es el primer modelo moderno de la familia 500 fabricado en Italia.

## Historia
Las primeras imágenes públicas del modelo fueron dadas a conocer a la prensa en julio de 2012 en Turín, durante la presentación a la prensa del Fiat 500L. Inicialmente, estaba previsto su debut en el Salón del Automóvil de París de 2012, el lanzamiento a finales de 2013 y su comercialización en Europa a comienzos de 2014 y posteriormente en Estados Unidos. Sobre la base del 500X y con características similares está previsto un nuevo modelo de Jeep. Las ventas globales combinadas de ambos modelos se estimaron inicialmente en 280.000 unidades anuales.

## Descripción

### Diseño
El diseño exterior presenta un diseño similar a los del Fiat 500 y 500L, aunque con rasgos más agresivos y marcados. Tiene también ciertas similitudes con el Fiat Sedici, modelo al que remplazará. En el frontal mantiene la parrilla ovalada y los característicos faros dobles del 500.894 Respecto al 500L abandona los pasos de rueda cuadrados y la luna trasera presenta un ángulo de caída mayor. Tiene una mayor distancia libre al suelo y presenta protecciones específicas en los paragolpes y en las zonas más expuestas de la carrocería. Debido a su longitud será el modelo más largo de la familia 500.

### Plataforma y carrocería
La plataforma utilizada en el Fiat 500X es similar a la del 500L, una profunda modificación de la del Fiat Grande Punto. Con código interno B-SUV y sobre la misma plataforma está previsto desarrollar un nuevo modelo de Jeep de características similares y más pequeño que el Jeep Patriot. Las longitud del 500X rondará los 4,20 metros y podría contar con una versión alargada con 7 plazas.

### Motorizaciones en 2022
Está previsto que las mecánicas disponibles en el 500X sean similares a las ya vistas en el 500L. Así, como opciones de gasolina podrá contar con motores FIRE o bicilíndricos TwinAir en diferentes potencias, y como opciones diésel motores JTD con tecnología Multijet II.
En marzo de 2022, en Italia y Europa, se estrenará el nuevo motor GSE (Global Small Engine) T4 de 1.5 litros, cuatro cilindros, 130 CV y 240 Nm de par, también de la familia FireFly (como el anterior 1.0 T3), turbo gasolina pero con tecnología híbrida, combinado con un motor eléctrico de 48V que integra un pequeño grupo adicional de 15 kW, este último instalado en el flamante cambio automático DCT de doble embrague y 7 velocidades capaz de permitir un arranque más silencioso (100% eléctrico) y utilizar el coche en modo totalmente eléctrico (e-launch) en maniobras de aparcamiento o en pequeños movimientos de avance a paso de peatón (e-queuing), como cuando se hace cola en el tráfico de la ciudad. Esta tecnología híbrida avanzada representa un importante salto adelante para Fiat, mejorando la eficiencia y la dinámica del vehículo y permitiéndole viajar incluso con el motor térmico apagado. 
El motor de gasolina, de hecho, gracias al eléctrico, puede permanecer inactivo hasta un 47% del tiempo.
Por esta razón, el nuevo motor eléctrico GSE T4 de 1.5 litros y 130 CV ha sido definido por expertos de la industria (a diferencia del híbrido suave presentado solo en el Fiat Panda y 500 autos pequeños), un mini Full-hybrid o híbrido medio (es decir, una vía entre un full-hybrid y un mild-hybrid), en la línea de fabricantes de automóviles como Toyota, que fue el primero en introducir esta tecnología en el mercado del automóvil. Este nuevo motor híbrido avanzado, desarrollado por los ingenieros del Grupo FCA (también introducido en el Fiat nuevo Tipo híbrido 1.5 T4-GSE, 130 CV, en el nuevo Alfa Romeo Tonale, así como en los modelos Jeep Renegade y Compass), también permite una reducción del 11% en CO2 respecto a la versión anterior, con consumo declarado, para el nuevo Fiat 500X híbrido, de apenas 5,1 l/100 km.

### Transmisiones
El 500X está previsto con dos tipos de transmisiones diferentes, de tracción delantera y de tracción total a las cuatro ruedas.

### Tabla resumen de mecánicas
| Mecánica                             | Inicio | Fin | Familia                            | Tecnología | Combustible        | Cil. | Cubicaje (cc.) | Vál. | Potencia (CV/ rpm)                          | Par (Nm/ rpm) | Vel. máx. (km/h) | Aceleración 0-100 km/h (s) | Consumo (l/100km) | Emisión CO2 (g/km) | S&S | Transmisión | Rel. |
| ------------------------------------ | ------ | --- | ---------------------------------- | ---------- | ------------------ | ---- | -------------- | ---- | ------------------------------------------- | ------------- | ---------------- | -------------------------- | ----------------- | ------------------ | --- | ----------- | ---- |
| 1.4 MultiAir                         | Debut  |     | T-Jet                              |            | Gasolina           | 4L   |                |      | 140/                                        | /             |                  |                            |                   |                    | Si  |             |      |
| 1.4 MultiAir 4X4 Auto                | 2014   |     | T-Jet                              |            | Gasolina           | 4L   |                |      | 170/                                        | /             |                  |                            |                   |                    | Si  |             | 9    |
| 1.6 E.torQ                           | 2014   |     | E.torQ                             |            | Gasolina           | 4L   |                |      | 110/                                        | /             |                  |                            |                   |                    | Si  |             |      |
| 2.4 Tigershark 4X4 Auto              | 2015   |     | Tigershark                         |            | Gasolina           | 4L   |                |      | /                                           | /             |                  |                            |                   |                    |     |             | 9    |
| 1.3 JTDm                             | 2015   |     | JTD                                |            | Gasóleo            | 4L   |                |      | 95/                                         | /             |                  |                            |                   |                    | Si  |             |      |
| 1.6 JTDm                             | Debut  |     | JTD                                |            | Gasóleo            | 4L   |                |      | 120/                                        | /             |                  |                            |                   |                    | Si  |             |      |
| 2.0 JTDm 4X4 Auto                    | Debut  |     | JTD                                |            | Gasóleo            | 4L   |                |      | 140/                                        | /             |                  |                            |                   |                    | Si  |             | 9    |
| 1.5 T4-GSE (Global Small Engine-FCA) | 2022   |     | e-motor FireFly (mini Full-Hybrid) |            | Gasolina/Eléctrico | 4L   |                |      | 130 + 20 en la transmisión automática DCT / | /             |                  |                            |                   |                    | No  |             | 7    |

## Fábricas
Inicialmente estaba previsto que tanto el Fiat 500X como su hermano el Jeep Renegade se produjesen en la planta turinesa de Fiat Mirafiori. El 20 de diciembre de 2012 se anunció que la fábrica elegida finalmente sería la de Fiat Melfi en Basilicata.